# رافائيل فيغا
رافائيل فيغا (بالبرتغالية: Raphael Cavalcante Veiga‏) هو لاعب كرة قدم برازيلي في مركز الوسط، ولد في 19 يونيو 1995 في ساو باولو في البرازيل. لعب مع نادي كورينثيانز.

## وصلات خارجية
- رافائيل فيغا على موقع قاعدة بيانات كرة القدم.إي يو (الإنجليزية)
- رافائيل فيغا على موقع ليكيب (الفرنسية)
- رافائيل فيغا على موقع ناشيونال فوتبول تيمز (الإنجليزية)
- رافائيل فيغا على موقع Soccerway.com (الإنجليزية)